# Mildred Loving
Mildred Loving (* 22. Juni 1939 in Central Point, Virginia als Mildred Delores Jeter; † 2. Mai 2008 in Milford, Virginia) war eine US-amerikanische Bürgerrechtlerin afroamerikanischer Herkunft. Sie gewann im Fall Loving v. Virginia einen Rechtsstreit vor dem obersten Bundesgericht um die Rechtmäßigkeit ihrer Heirat mit einem Weißen, der zum neuen Rechtsstandard erhoben wurde und vorherige Gesetze gegen Mischehen außer Kraft setzte.

## Leben
Mildred Jeter und Richard Loving lernten sich kennen, als sie erst 11 Jahre alt war, er war zu diesem Zeitpunkt 17. Sie lebten nördlich von Richmond, Virginia, wo Mischehen durch ein Gesetz von 1924 verboten waren. Im Alter von 18 wurde Mildred schwanger und das Paar entschloss sich zur Heirat. Die Lovings reisten nach Washington, D.C., wo die Hochzeit legal war, aber bei ihrer Rückkehr nach Central Point, Virginia wurden sie nach dem damals geltenden Gesetz gegen Mischehen unter Anklage gestellt. Als sie von der Hochzeit zurückkehrten, wurden sie vom Sheriff verhaftet, nachdem dieser einen anonymen Hinweis bekommen hatte. Die Lovings plädierten auf „schuldig“ und mussten Virginia unter der Auflage verlassen, in den nächsten 25 Jahren nicht wieder als Ehepaar einzureisen, ihnen drohte sonst eine Gefängnisstrafe. Erst nach einigen Jahren, als Loving zunehmend unter der Zwangstrennung von ihren noch in Virginia lebenden Verwandten litt, schrieb sie an den amerikanischen Generalbundesanwalt Robert F. Kennedy, der das Paar an eine amerikanische Bürgerrechtsorganisation verwies, die die Lovings bei einer Klage unterstützte. Die Klage endete schließlich vor dem obersten US-amerikanischen Bundesgericht. Dieses entschied am 12. Juni 1967 in seinem Urteil Loving v. Virginia, dass jegliches Verbot von rassenübergreifender Heirat gegen die Verfassung der Vereinigten Staaten verstoße.
Der 12. Juni ist in den Vereinigten Staaten von Amerika seither als Loving Day bekannt.
Das Paar hatte drei Kinder: Sidney (1957–2010), Donald (1958–2000) und Peggy (* 1960).
Richard Perry Loving starb 1975 an den Folgen eines Verkehrsunfalls, den ein betrunkener Autofahrer verursacht hatte. Mildred Loving wurde bei dem gleichen Unfall schwer verletzt und verlor ihr rechtes Auge.
Sie heiratete kein zweites Mal und starb 2008 im Alter von 68 Jahren. Sie hinterließ zwei Kinder, acht Enkel und elf Urenkel.

## Rezeption
Über die Lebensgeschichte des Paares entstand 1996 unter dem Titel Mr. & Mrs. Loving ein Fernsehfilm, in dem Mildred Loving von Lela Rochon dargestellt wurde.
Regisseurin Nancy Buirski drehte 2011 den Dokumentarfilm The Loving Story.
2016 verfilmte Regisseur Jeff Nichols den Fall erneut unter dem Titel Loving. Ruth Negga übernahm die Rolle der Mildred Loving, ihr Mann wurde von Joel Edgerton dargestellt. Der Film feierte seine Premiere beim Cannes Film Festival 2016.